# Häckeberga naturvårdsområde
Häckeberga naturvårdsområde är ett naturvårdsområde (som sedan 1998 likställs med naturreservat) i Lunds kommun. 
Naturvårdsområdet bildades 1982 och omfattar 4 044 hektar. Det ligger runt Häckebergasjön och på Romeleåsen och består av flera naturreservat med bokskogar och betesmarker.